# Verdwaald in het Geheugenpaleis
Verdwaald in het Geheugenpaleis is een "poëtische" documentaire uit 2010 van Klara Van Es. De documentaire bekijkt het leven met dementie door de ogen van een groep mensen met dementie en de ziekte van Alzheimer, die verblijven in woon-zorgcentrum De Bijster in Essen.
De documentaire portretteert het dagelijkse doen en laten van een leefgroep, bestaande uit mensen die aan verschillende vormen van dementie lijden. Ze maakt duidelijk hoe hun zelfbewustzijn en tegenwoordigheid van geest onherroepelijk afbrokkelt.

## Verhaal
Acht personen met dementie en de ziekte van Alzheimer wonen samen in de flat Iduna. Samen vormen ze een leefgroep in De Bijster en staan ze onder continue begeleiding en verzorging in het concept van kleinschalige woonvormen voor psychogeriatrische zorgvragers. Ze bevinden zich in wat wetenschappelijk geldt als de eerste fase van dementie: vlagen van luciditeit, vergetelheid en afwezigheid wisselen elkaar voortdurend af. Dementie is hier wel al een deel van het leven, maar daarnaast wordt er vooral ook nog gewoon gelééfd. Deze personen worden één jaar lang gevolgd aan de hand van verschillende verhaalniveaus: de dagelijkse routine, het doorbreken ervan en hun levensverhalen. Op die manier ontdekt de kijker wie ze zijn en wie ze waren. 
De documentaire concentreert zich vooral op 3 personages: Anita, Alice en Louise.

### Hoofdpersonages

#### Anita
Anita is een Nederlandse van goeden huize uit Ede. Ze kreeg een klassieke zangopleiding en ze stond op het podium als zangeres en als actrice. Ze woonde samen met haar man in Brasschaat tot die stierf. Haar angst voor het alleen zijn speelt haar regelmatig parten en haar scherpe ziektebesef zorgt periodiek voor totale ontreddering. 
Bij Anita woedt de storm van het vergeten volop. Anita houdt van structuur en regelmaat, als de orde verstoord geraakt dan wordt ze lastig en kan ze bazig overkomen. Ze is echter altijd te vinden voor een grap, een goed gesprek of liefst nog een pittige discussie.
Anita is intelligent en doorgaans lucide. Anita vult haar dagen in Iduna vooral met puzzelen, het invullen kruiswoordraadsels en het roken van sigaretten. Ze wil niet godganse dagen in de zetel zitten niksen, "zoals die hoela’s daar" (waarmee ze de andere bewoners bedoelt).

Weet je wat ik heb? Ik heb Alzheimer. En weet je wat dat betekent? Eerst word ik stapelzot en dan ga ik dood. Dat wil ik niet. Ik wil euthanasie.
— Anita

#### Louise
Louise is een schipperskind uit Gent. Als kind ging ze naar de schippersschool, later trouwde ze met een schipper en werd ze schippersvrouw. Over het leven aan boord en aan wal dist ze nog altijd graag verhalen op. Louise zit meestal rustig en tevreden in de zetel. Ze ziet er ook altijd heel patent uit en heeft al haar kleren zelf gemaakt. 
Louise is de absolute tegenpool van Anita en ze hebben regelmatig heftige discussies. De laatste tijd is Louise erg verward en ze gaat pijlsnel achteruit. Ze vraagt zich af wanneer ze naar huis mag, want ze beschouwt Iduna als de kostschool. Af en toe heeft ze ook angstaanvallen, waarin haar jeugd haar parten speelt. Louise is het contact met het heden al enige tijd kwijt, maar ook haar herinneringen drijven stilaan af. Ze fantaseert erop los en hierdoor is het soms lastig om in haar verhalen de waarheid van de fantasie te onderscheiden. Ze heeft voor zichzelf een wereld gecreëerd, die voor haar waarheid is.

Ik zeg dikwijls: ik heb een schoon leven gehad, effenaf!
— Louise

#### Alice
Alice is een ruwe bolster met blanke pit afkomstig uit Stabroek. Ze laat zich de kaas niet van haar brood eten, maar als er wat te delen is, staat ze op de eerste rij. Ze heeft een directheid over zich die aan duidelijkheid niets te wensen overlaat. Als ze vindt dat er te veel vragen worden gesteld, zegt ze: ‘Amai, gij vraagt een ei uit een gat!’
Alice heeft het talent om zich met een kwinkslag of een knetterende vloek te redden uit vervelende situaties waarin ze door de dementie weleens verzeild geraakt. Wanneer Alice over vroeger vertelt, wordt ze erg emotioneel. Haar moeder heeft elf kinderen helemaal alleen opgevoed, zelf heeft ze vier kinderen, die regelmatig over de vloer komen.
In mei 2008 arriveerde Swa, de enige mannelijke bewoner sedert jaren, in Iduna. Binnen de kortste keren hadden Swa en Alice een relatie. Liefde bij mensen met dementie, het bestaat, maar het heeft ook zijn prijs. Swa was namelijk beduidend zwakker dan Alice, maar zij vulde geduldig en liefdevol zijn hiaten op.

Vroeger kon ik meer onthouden, maar dat gaat eruit, hé.
— Alice

## Regisseur Klara Van Es
Klara Van Es (België) is Master in de Kunstgeschiedenis en werkte als radio- en televisiemaker. Met Verdwaald in het Geheugenpaleis maakte ze haar debuut als documentairemaker. 

## Technische informatie
| Titel                 | Verdwaald in het Geheugenpaleis                                     |
| Internationale Titels | Lost Down Memory Lane (UK) Emois dans la maison mémoire (FR)        |
| Camera                | 2K Digital Cinema                                                   |
| Productie             | België, Nederland, 2010                                             |
| Taal                  | Vlaams en Nederlands gesproken Nederland, Engels, Frans ondertiteld |
| Aspect ratio          | 1:2,35 letterbox                                                    |
| Geluid                | dolby 2.0                                                           |
| Productie             | Associate Directors (BE) en Memphis Film & Television (NL)          |

## Box office
Verdwaald in het Geheugenpaleis heeft zes maanden na haar bioscooprelease het Vlaams bezoekersrecord voor een Vlaamse documentaire verbroken.